# Nationale Technische Universität „Polytechnisches Institut Charkiw“
Die Nationale Technische Universität „Polytechnisches Institut Charkiw“ (ukrainisch Національний технічний університет „Харківський політехнічний інститут“, russisch Харьковский политехнический институт) ist eine technische Hochschule in der ukrainischen Stadt Charkiw.
Die TU Charkiw ist die größte und älteste technische Universität in der östlichen Ukraine. Sie wurde 1885 gegründet und hat heute 22.000 eingeschriebene Studenten (Stand: 2020). Erster Rektor war der russische Ingenieur Wiktor Lwowitsch Kirpitschow.

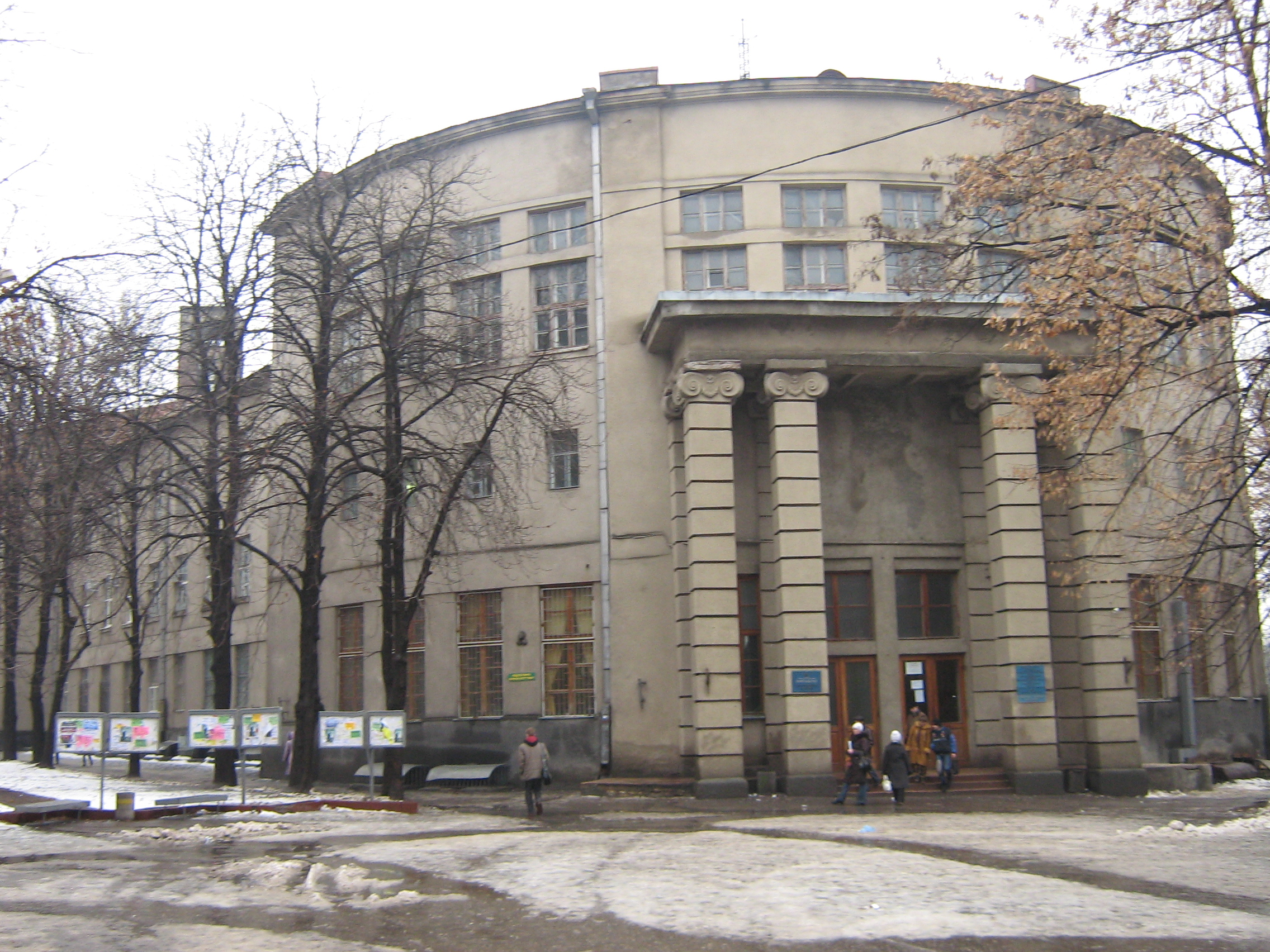
Gebäude für Elektrotechnik (1929/1930 errichtet)

## Lehr- und Forschungsschwerpunkte
- Mechanik
- Materialwissenschaften
- Zuverlässigkeitstheorie
- Chemietechnik
- Kryotechnik
- Kernphysik
- Elektrotechnik
- Antriebstechnik, speziell Dieselmotoren

## Nobelpreisträger
- Lew Landau (1908–1968), seit 1932 Leiter des Instituts für theoretische Physik der Universität, erhielt 1962 den Nobelpreis für Physik für seine Arbeiten zur Theorie der kondensierten Materie.[2]